# 김영인 (1940년)
김영인(1940년 4월 9일 ~ )은 대한민국의 배우이다.

## 학력 사항
- 경기상업고등학교
- 한양대학교 인문대학 사학과(졸업)

## 출연 작품
- 《불타는 청춘》 (1966년)
- 《흑발의 청춘》 (1966년)
- 《아빠 아빠 우리 아빠》 (1968년)
- 《검은안경》 (1971년)
- 《결혼반지》 (1972년)
- 《흑백대권》 (1974년)
- 《국회 푸락치》 (1974년)
- 《후계자》 (1974년)
- 《협객 김두한》 (1975년)
- 《구삼육 사건》 (1976년)
- 《7호실 손님》 (1978년)
- 《십이대천왕》 (1978년)
- 《소림사 흑표》 (1978년)
- 《경찰관》 (1979년)
- 《시라소니》 (1979년)
- 《동백꽃 신사》 (1979년)
- 《오사까의 외로운 별》 (1980년)
- 《화요일밤의 여자》 (1981년)
- 《김두한과 서대문 1번지》 (1981년)
- 《고래사냥 2》 (1985년)
- 《아빠가 남기고 간 훈장》 (1986년)
- 《미미와 철수의 청춘 스케치》 (1987년) ... 사내 역
- 《무풍지대》 (1989년)... 김두한 역
- 《미아리 텍사스》 (1991년)
- 《백백교》 (1992년)
- 《모래위의 욕망》 (1992년)... 맹코 아저씨 역
- 《검은 모자》 (1993년)... 상팔 역
- 《제3공화국》 (1993년)... 김창룡 역 ※ 1952년생 동명이인 김영인도 농협의 부회장인 권병호 역으로 함께 출연하였다.
- 《머나먼 쏭바강》 (1993년)... 파월 제9보병사단장 역
- 《KBS1TV 다큐멘터리극장 12.12》...정병주 장군역 (1993년)
- 《MBC 일요일 일요일 밤에 일요시네마 코너 》...대부 역
- 《내 사랑 변강녀》 (1994년)
- 《무궁화 꽃이 피었습니다》 (1995년)... 전만호 역
- 《천재 선언》 (1995년)... 웅 역
- 《코리아게이트》... 정인형 대통령 경호처장, 김재규의 아버지 역(1인 2역)
- 《보스》 (1996년)
- 《알바트로스》 (1996년)... 은주 부 역
- 《파트너》 (1997년)... 서장 역
- 《얼굴》 (1999년)... 하창수 역
- 《태조왕건》 (2000년)... 이총언 역
- 《여인천하》 (2001년)... 박원종 역
- 《피도 눈물도 없이》 (2002년)... 백골 역
- 《퀵 맨》 (2002년)
- 《제국의 아침》 (2002년)... 박수문 역
- 《아라한 장풍 대작전》 (2004년)... 육봉 스님 역
- 《그때 그 사람들》 (2005년)... 최규하 역
- 《주먹이 운다》 (2005년)... 김 영감 역
- 《다찌마와 리 - 악인이여 지옥행 급행열차를 타라!》 (2008년)... 남 박사 역

## 수상
- 1978년 부일영화상 조연남우상
- 2006년 대종상 특별연기상